# Villa Sora (Frascati)

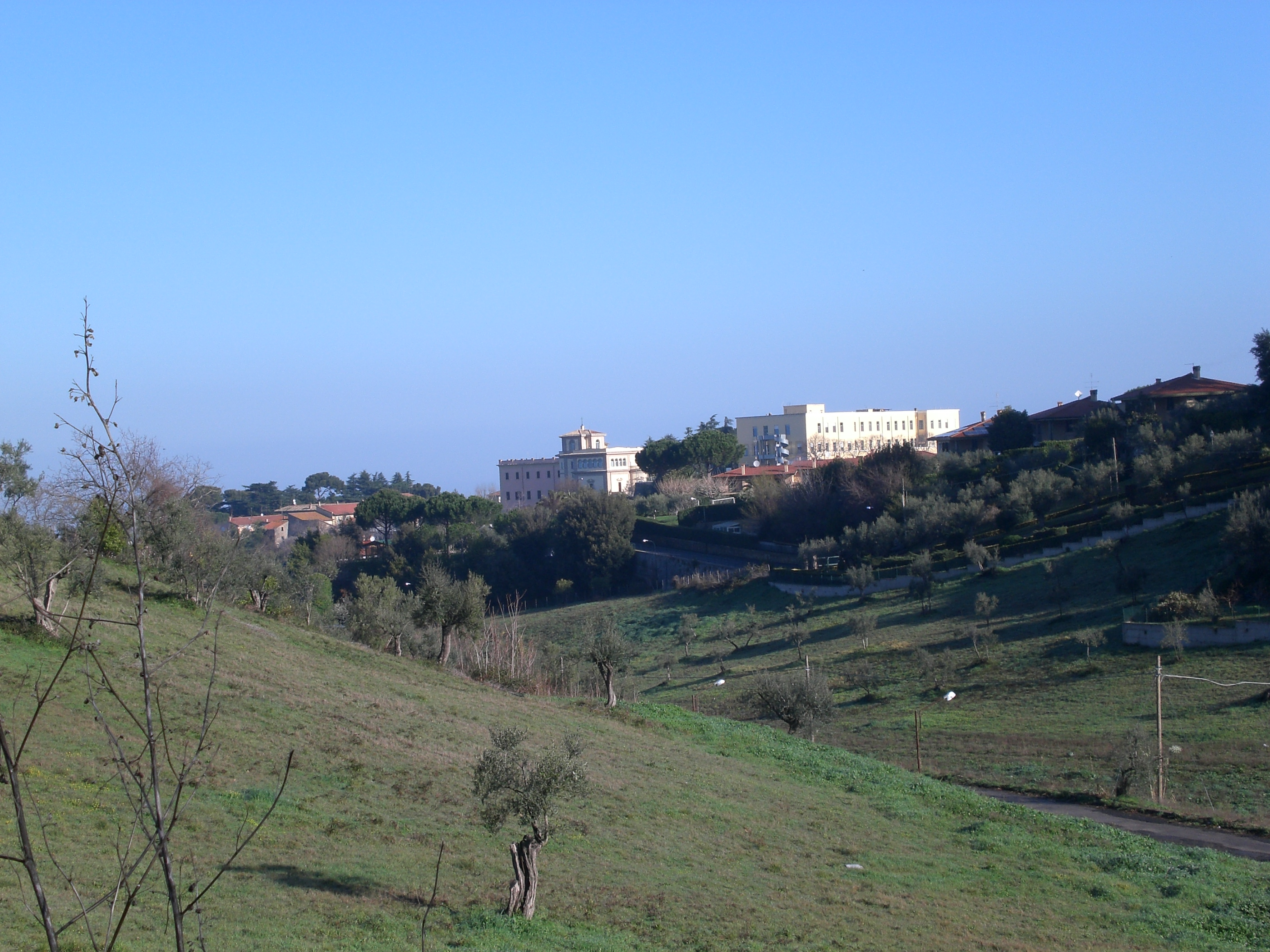
Vista da sud di Villa Sora

Villa Sora è una delle dodici Ville Tuscolane.
Già proprietà dei duchi di Sora poi divenuta sede del collegio Salesiano Villa Sora.

## Storia
Le vicende storiche sono state a lungo legate al ducato di Sora, e la villa originaria è stata di proprietà della famiglia Moroni.

Nel 1582 ha ospitato Papa Gregorio XIII e il cardinale Carlo Borromeo; per tale evento venne denominata Villa del Papa.

Nel maggio del 1600 la villa viene ceduta da Bartolomeo Moroni a Giacomo Boncompagni, figlio di Papa Gregorio XIII, e duca di Sora dal 1579. L'evento è testimoniato da documentazione conservata nell'Archivio di Stato di Roma.
È da questo evento che la villa assume la recente denominazione.

Giacomo Boncompagni è ricordato come mecenate e protettore di artisti, fra i quali si ricorda Giovanni Pierluigi da Palestrina.

La villa resta di proprietà della famiglia Boncompagni fino al 1896, quando viene ceduta dal duca Rodolfo al noto incisore e cammeista Tommaso Saulini che pochi anni dopo la rivende ai Salesiani.

## Caratteristiche architettoniche

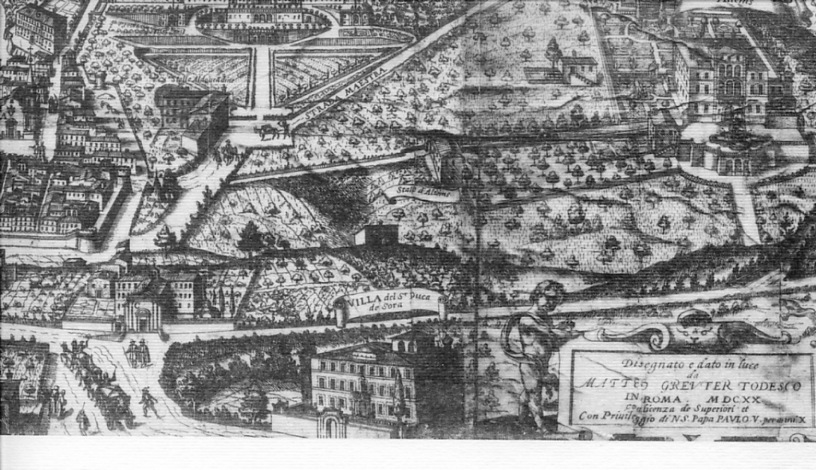
Villa Sora nel 1620 stampa di Matteo Greuter

La struttura originaria della villa, costruita nella seconda metà del XVI secolo, si può desumere dalle incisioni di Greuter, 1620 e di Kircher, 1961. Secondo queste la villa era composta da un palazzo con cortile centrale, una torre belvedere verso nord, con vista su Roma ed una più piccola, verso est.

Il nome dell'autore dell'opera originaria è ignoto e d'altra parte della struttura originaria si è salvato ben poco dal bombardamento del 1944; rimangono la facciata e parti interne che sono state recuperate attraverso opere di restauro. Fra queste il salone centrale e una piccola cappella comunicante.

Il salone, denominato Sala Zuccari, è arricchito da affreschi sulle pareti e decorazioni del soffitto erroneamente attribuite nella tradizione a Federico Zuccari, pittore del XVI secolo, ma in realtà opera del Cavalier d'Arpino.

Sempre all'interno del territorio della Villa è stato eretto un piccolo monumento-altare in memoria dei caduti nei bombardamenti della seconda guerra mondiale e in ricordo dell'opera della comunità salesiana che offrì riparo a centinaia di frascatani.

### L'istituto Salesiano
La villa ospita il collegio Salesiano Villa Sora.